# لافکادیو ۸۱۱۴
سیارک ۸۱۱۴ (به انگلیسی: 8114 Lafcadio، نامگذاری:1996HZ1) هشت هزار و صد و چهاردهمین سیارک کشف شده‌است که در ۲۴ آوریل ۱۹۹۶ کشف شد.
قدر مطلق سیارک برابر ۱۵٫۱۰ است.